# Saxon (band)

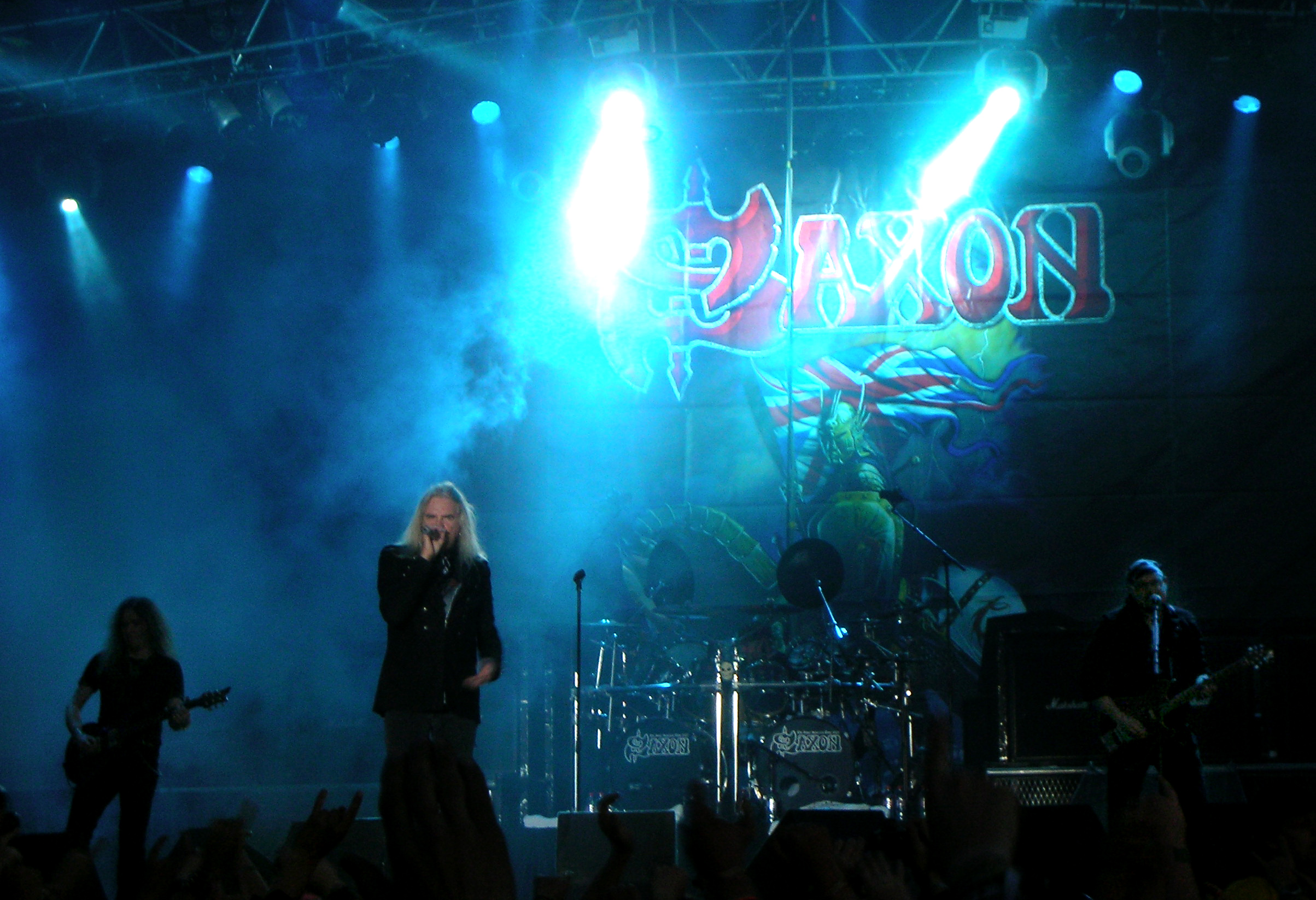
Saxon live in Zweden, 2008

Saxon is een Britse heavymetalband. De band werd in 1976 opgericht en wordt beschouwd als een van de grote namen uit de zogenoemde new wave of British heavy metal eind jaren 1970.
De band werd opgericht onder de naam Son of a Bitch door zanger Peter "Biff" Byford, gitaristen Paul Quinn en Graham Oliver, bassist Steve Dawson en drummer Pete Gill.
Door de jaren heen kent de groep verschillende bezettingen. De kern wordt gevormd door zanger Biff Byford en gitarist Paul Quinn; zij zijn in iedere bezetting aanwezig.

## Geschiedenis
Saxon heeft veel bezettingswisselingen gekend; van de originele bezetting zijn alleen Peter Rodney 'Biff' Byford en Paul Quinn overgebleven. Drummer Pete Gill verliet de band in 1981 vanwege een blessure aan zijn hand; hij werd vervangen door Nigel Glockler, die eveneens vanwege een blessure tussen 1987 en 1988 tijdelijk werd vervangen door Nigel Durham.
Bassist Steve Dawson vertrok in 1986 en opvolger Paul Johnson verliet de groep twee jaar later. Nibbs Carter werd uiteindelijk zijn vervanger en is nog steeds de bassist van de groep. Gitarist Graham Oliver vertrok in 1995 en werd vervangen door Doug Scarratt. Na al de wisselingen kondigde ook Glockler aan dat hij vertrok, en zo werd de Duitser Fritz Randow de zoveelste drummer van de band die tot 2004 aanbleef, waarna Jörg Michael hem verving. Na een jaar verliet ook hij de band, waarna Glockler weer terugkeerde.
Bassist Steve Dawson en gitarist Graham Oliver richtten in 1975 samen een nieuwe formatie Son of a Bitch op, in 1978 omgedoopt in Saxon.

## Bezetting

### Huidige bezetting
- Biff Byford - zang
- Doug Scarratt - gitaar
- Paul Quinn - gitaar
- Nibbs Carter - basgitaar
- Nigel Glockler - drums

### Originele bezetting
- Biff Byford - zang
- Graham Oliver - gitaar
- Paul Quinn - gitaar
- Steve Dawson - basgitaar
- Pete Gill - drums

### Voormalige bandleden
- Fritz Randow - drums
- Jörg Michael - drums
- Graham Oliver - gitaar
- Paul Johnson - basgitaar
- Steve Dawson - basgitaar
- Nigel Durham - drums
- Pete Gill - drums

## Albums
- 1979 - Saxon
- 1980 - Wheels of Steel
- 1980 - Strong Arm of the Law
- 1981 - Denim and Leather
- 1982 - The Eagle Has Landed (livealbum)
- 1983 - Power and the Glory
- 1984 - Crusader
- 1985 - Innocence Is No Excuse
- 1986 - Rock the Nations
- 1988 - Destiny
- 1989 - Rock 'n' Roll Gypsies (livealbum)
- 1990 - Greatest Hits Live
- 1991 - Solid Ball of Rock
- 1991 - Best of Saxon (verzamelalbum)
- 1992 - Forever Free
- 1995 - Dogs of War
- 1996 - The Eagle Has Landed, Vol. 2 (live)
- 1997 - Unleash the Beast
- 1997 - Live at Donnington (livealbum)
- 1997 - A Collection of Metal (verzamelalbum)
- 1999 - Metalhead
- 1999 - BBC Sessions (livealbum)
- 2000 - Live at Donnington 1980 (livealbum)
- 2000 - Diamonds and Nuggets (verzamelalbum)
- 2013 - Sacrifice
- 2000 - Burrn! Presents Best of Saxon (verzamelalbum)
- 2001 - Killing Ground
- 2002 - Heavy Metal Thunder
- 2002 - Live in the Raw (livealbum)
- 2004 - Lionheart
- 2006 - The Eagle Has Landed, Vol. 3 (livealbum)
- 2007 - The Inner Sanctum
- 2009 - Into the Labyrinth
- 2011 - Call to Arms
- 2012 - Heavy Metal Thunder: Live: Eagles Over Wacken
- 2013 - Unplugged and Strung Up
- 2013 - Sacrifice
- 2014 - St. George Day Sacrifice: Live in Manchester
- 2015 - Battering Ram
- 2018 - Thunderbolt
- 2018 - The CD Hoard (verzamelalbum)
- 2021 - Inspirations (coveralbum)
- 2022 - Carpe Diem
- 2023 - More Inspirations (coveralbum)
- 2024 - Hell, Fire and Damnation

## Video/dvd
- 1983 - Live in Nottingham
- 1985 - Live Innocence
- 1989 - Power and the Glory: Video Anthology
- 1990 - Greatest Hits Live
- 2003 - The Saxon Chronicles
- 2003 - Live Innocence: The Power and the Glory
- 2006 - To Hell and Back Again

## Hitlijsten

### Albums
| Album met eventuele hitnotering(en) in de Nederlandse Album Top 100 | Datum van verschijnen | Datum van binnenkomst | Hoogste positie | Aantal weken | Opmerkingen |
| ------------------------------------------------------------------- | --------------------- | --------------------- | --------------- | ------------ | ----------- |
| Denim and Leather                                                   | 1981                  | 31-10-1981            | 39              | 2            |             |
| The Eagle Has Landed                                                | 1982                  | 05-06-1982            | 32              | 4            | Livealbum   |
| Power and the Glory                                                 | 1983                  | 16-04-1983            | 26              | 7            |             |
| Crusader                                                            | 1984                  | 11-02-1984            | 16              | 4            |             |
| Into the Labyrinth                                                  | 2009                  | 17-01-2009            | 83              | 2            |             |

| Album met hitnotering(en) in de Vlaamse Ultratop 200 albums | Datum van verschijnen | Datum van binnenkomst | Hoogste positie | Aantal weken | Opmerkingen |
| ----------------------------------------------------------- | --------------------- | --------------------- | --------------- | ------------ | ----------- |
| Sacrifice                                                   | 2013                  | 16-03-2013            | 117             | 3            |             |

### Dvd's
| Dvd's met hitnoteringen in de Nederlandse DVD Music Top 30 | Datum van verschijnen | Datum van binnenkomst | Hoogste positie | Aantal weken | Opmerkingen |
| ---------------------------------------------------------- | --------------------- | --------------------- | --------------- | ------------ | ----------- |
| Heavy metal thunder - Live - Eagles over Wacken            | 2012                  | 28-04-2012            | 25              | 1            |             |